# Лебедев, Леонид Леонидович
Леони́д Леони́дович Ле́бедев (род. 2 мая 1956 года, Москва, РСФСР, СССР) — российский предприниматель, продюсер, политический деятель. В 1990-х – начале 2000-х годов был совладельцем группы «Синтез», с 2002 по 2015 год член Совета Федерации ФС РФ. Член партии «Единая Россия».

## Биография
Леонид Леонидович Лебедев родился 2 мая 1956 года в Москве. В 1979 году окончил Московский институт химического машиностроения по специальности «инженер-механик», обучение проходил на факультете конструирования химических, нефтехимических, криогенных машин и оборудования.
После окончания вуза, в начале 1980-х работал экспертом Торгово-промышленной палаты СССР, позже был сотрудником «Москонцерта» и его производственных подразделений.
В 1988 году стал одним из основателей, президентом, генеральным директором советско-американского, а позже — советско-британского предприятия «Синтез Интернейшнл». СП осуществляло экспорт удобрений, нефтепродуктов, металлов, хлопка и импортировало оборудование для ведущих советских, а позднее российских, промышленных предприятий, трубы, насосы, автопогрузочное оборудование, тракторы и трейлеры.
Параллельно Лебедев занимался творческой деятельностью: вплоть до 1983 года работал звукорежиссёром рок-группы «Автограф», а в 1989 году совместно со своими партнёрами Марком Гарбером и Александром Кутиковым создал звукозаписывающую студию «Синтез-рекордс». Созданная компания стала конкурентом фирмы «Мелодия». На студии «Синтез-рекордс» записывались Олег Газманов, группы «Машина времени» и «Nautilus Pompilius». Позже, партнёры приобрели Рижский завод грампластинок, чтобы не зависеть от «Мелодии», и дали ему новое название - «Ритонис».
В 1990 году занимал должность председателя правления ТОО «Синтез Корпорейшн» и председателя совета директоров АКБ «Объединённый городской банк».  
В 1992 году Лебедев основал компанию «Негуснефть», которая получила права на освоение в Ханты-Мансийском автономном округе небольшого Варынгского месторождения. Как утверждали РИА «Новости», компания «Негуснефть» стала первой частной нефтяной компанией в России, созданной с «нуля» в 1992 году, а не в результате приватизации государственных активов. В середине 90-х годов через «Синтез» в год оборачивалось порядка 15 млн тонн бензина, дизельного топлива, мазута и т. п., что составляло около 10 % всех нефтепродуктов, произведённых в России.
В течение 4 лет, с 1992 по 1996 год, Леонид Лебедев работал председателем правления АКБ «Инвестиционная банковская корпорация». В 1994 году он вошёл в совет директоров «Нижневартовскнефтегаза» и находился там вплоть до 1997 года. В 1995 году им было основано ЗАО «Корпорация Синтез» (Sintez corporation). В 1999 году основал первое горнорудное предприятие в Чувашии — Порецкий гипсово-ангидритовый комбинат (ОАО «ГиПор»). В 2000 году Лебедев являлся единственным владельцем группы «Синтез», однако уже вскоре вышел из состава учредителей.
С 2002 по 2015 год был членом Совета Федерации Федерального Собрания РФ.
В 2005 году Леонид Лебедев вместе с режиссёром Валерием Тодоровским и бывшим топ-менеджером «Проф-Медиа» Вадимом Горяиновым основали продюсерскую компанию «Красная стрела». За последующие 3 года компания выпустила 7 фильмов, включая музыкальную комедию «Стиляги», получившую впоследствии ряд профессиональных наград.
Летом 2008 года Лебедев приобрёл 43 % акций ТГК-2, для чего был привлечён кредит Сбербанка на 18,6 млрд рублей. В качестве бизнес-партнёра в проекте участвовал энергетический концерн Германии RWE. Юристы «Синтеза» зарегистрировали компанию «Корес Инвест» и выставили оферту на выкуп оставшихся акций ТГК-2. Но затем RWE вышла из планировавшегося совместного энергетического предприятия, что привело российского партнера к сложному финансовому положению.
Расходы по инвестпрограмме в сумме 800 млн долларов США должен был понести «Синтез». После падения рынка в 2008 году, к выкупу было предъявлено акций на 16 млрд рублей. В том же году Лебедев обратился в суд с иском к компании «Корес-Инвест» о том, что компания не была уполномочена на выставление оферты. В декабре 2008 года ТГК-2 внесли в правительственный список предприятий, которым была оказана государственная помощь. В октябре 2023 года вступило в силу решение Ленинского суда Ярославля об обращении в доход государства акций в уставном капитале теплоэнергетической ТГК-2, принадлежавших бывшему члену Совета Федерации Леониду Лебедеву. Общая стоимость акций — около 80 млрд рублей.
С 2015 года, после сложения полномочий члена Совета Федерации, Лебедев сосредоточился на продюсерской работе.

## Деятельность в Совете Федерации ФС РФ
В 2002 году был избран членом Совета Федерации от законодательного органа государственной власти Чувашской Республики. Входил в состав Временной Комиссии Совета Федерации по анализу правоприменительной практики в сфере законодательства РФ по вопросам собственности, был заместителем председателя Комитета Совета Федерации по экономической политике, предпринимательству и собственности, входил в состав Комиссии Совета Федерации по естественным монополиям.
С 2006 по 2015 годы был членом партии «Единая Россия». Является соавтором пяти законопроектов.

## Продюсерская работа
С 1995 года Леонид Лебедев является кинопродюсером и продюсирует фильмы в России и США (дочь Юлия является сопродюсером фильмов в США). Общая фильмография Леонида Лебедева по версии IMBD включает в себя 24 фильма.
- Безупречный (2019): «Эмми 2020: лучший телевизионный фильм»[21]; Золотая награда Дерби; Телевизионная премия OFTA; Премия «Эмми» за лучшую мужскую роль в ограниченном сериале или фильме; Премия ГАЛЕКА за лучшую телеигру — актёр; Премия OFTA за лучшую мужскую роль в кинофильме или ограниченном сериале; Премия Голливудской ассоциации критиков в середине сезона[22];
- Дорогие белые (сериал, 2017—2019): AAFCA Award 2017: входит в десятку лучших сериалов; Приз Humanitas Prize 2020: награда в категории 30 минут; Юг к юго-западу 2017: Приз зрительских симпатий в категории телесериалов[23];
- Диана (2018): Ассоциация кинокритиков Лос-Анджелеса: премия за лучшую женскую роль; Национальное общество кинокритиков: Премия за лучшую женскую роль[24];
- Географ глобус пропил (2014): Одесский международный кинофестиваль: гран-при «Золотой герцог» и приз зрительских симпатий; премия «Ника»: лучший фильм, лучшая мужская роль, лучшая женская роль, лучший режиссёр, лучший саундтрек к фильму; премия «Золотой орел»: лучший режиссёр, лучшая мужская роль, лучшая женская роль; премия Гильдии кинокритиков России 2013: лучший фильм, лучшая мужская роль, лучшая женская роль; XXIV Открытый Российский кинофестиваль «Кинотавр»: главный приз, Лучшая мужская роль, Лучший саундтрек, приз жюри кинопроката, специальный приз журнала The Hollywood Reporter[25];
- Небесные жены луговых мари (2012): Гран-при кинофестиваля New Horizons (Вроцлав)[26];
- Стиляги (2008): премия «Ника»: лучший игровой фильм (2009)[27], Золотой орел (2010): лучший игровой фильм[28].

- 2020 Мои волосы хотят убивать (исполнительный продюсер)
- 2019 Безупречный (исполнительный продюсер)
- 2017—2019 Дорогие белые (сериал, один из исполнительных продюсеров, — 20 серий)
- 2018 Диана (исполнительный продюсер)
- 2018 Будто во сне (исполнительный продюсер)
- 2018 Монстры и люди (исполнительный продюсер)
- 2017 Death of the Sheik (исполнительный продюсер)
- 2017 Ужин (исполнительный продюсер)
- 2014 Ангелы революции (продюсер)
- 2014 Поддубный (продюсер)
- 2014 Пророк (продюсер)
- 2014 Честь (продюсер)
- 2014 Уважаемые белые люди (исполнительный продюсер)
- 2013 Географ глобус пропил (продюсер)
- 2012 Небесные жены луговых мари (продюсер)
- 2011 Хороший доктор (исполнительный продюсер)
- 2010 Детям до 16… (продюсер)
- 2009 Пикап: Съем без правил (продюсер)
- 2009 Кислород (продюсер)
- 2008 Стиляги (продюсер)
- 2008 С.С.Д. (Страшилки Советского Детства) (продюсер)
- 2007 Тиски (продюсер)
- 1995 Музыка для декабря (продюсер)

## Благотворительность
Леонид Лебедев поддерживает культурные проекты в области кинематографии, изобразительного искусства, книгоиздания и других сферах, оказывает помощь Русской Православной Церкви. Пожертвовал средства на строительство двух храмов, возведенных в Чебоксарах. По его инициативе в 2003 году был создан Фонд поддержки социальных и культурных программ Чувашии (Фонд «Чувашия»), который поддерживает в регионе различные инициативы в области культуры, здравоохранения и образования. Являлся одним из спонсоров выставки российского искусства в музее Гуггенхайм в Нью-Йорке в 2005 году, приуроченной к 60-летию создания ООН. В рамках выставки впервые за пределами России представлена ретроспектива русского искусства от икон XII века до современных художественных объектов. В 2011 году Леонид Лебедев награждён орденом РПЦ святителя Иннокентия за поддержку издания книги «Православие в Китае», а также награждён за свою благотворительную деятельность орденом митрополита Московского и Коломенского и орденом Сергия Радонежского.

## Иск Лебедева к Вексельбергу и Блаватнику
В 2001 году Лебедев оформил акционерное соглашение с бизнесменами Виктором Вексельбергом и Леонидом Блаватником, которое закрепляло за Лебедевым право на 15 % нефтяного бизнеса и, в частности, 15 % прибыли OGIP, через которую они владели акциями ТНК. Ранее Лебедев помог Блаватнику и Вексельбергу осуществить приватизацию 40 % ТНК, внеся $25 млн, а также свою долю 1,8% в головной компании и 10,5% в производственной компании «Нижневартовскнефтегаз».
В 2013 году, после объединения с ВР, ТНК-ВР была продана «Роснефти» за 55 миллиардов долларов, в течение года Лебедев пытался добиться выплаты двух миллиардов долларов — 15% от суммы, полученной его партнерами от сделки с «Роснефтью». В связи с тем, что акционерное соглашение в 2001 году было заключено в США, в 2014 году Лебедев обратился в суд Нью-Йорка с иском к Блаватнику и Вексельбергу на два миллиарда долларов.
Адвокаты Блаватника и Вексельберга утверждали, что ответчики выплатили Лебедеву 600 миллионов долларов. Однако Лебедев в своем исковом заявлении заявлял, что это была только первоначальная выплата, а следовательно, его бывшие партнеры за долю в ТНК-BP расплатились ним лишь частично. По состоянию на 2022 год, решение судом не вынесено. В 2019 году суд в Нью-Йорке отклонил иск Лебедева, и тот обжаловал решение. В феврале 2021 года апелляционный суд штата Нью-Йорк постановил, что судебный процесс владельца группы «Синтез против его бывших партнеров, миллиардеров Виктора Вексельберга и Леонарда Блаватника, должен быть продолжен, а иск Лебедева к Вексельбергу и Блаватнику на $2 млрд был возвращён в суд первой инстанции для нового рассмотрения.

## Дело ТГК-2
В 2016 году владеющая 0,0045% ТГК-2 компания Lonicera Participation Corp. обратилась в УМВД России по Тверской области из-за якобы невыплаченных дивидендов с 2009 по 2015 год и якобы похищенных у ТГК-2 средств в размере $220 млн. В Тверской области в отношении Лебедева было возбуждено уголовное дело, а проверка законности возбуждения уголовного дела показала многочисленные нарушения и злоупотребления в действиях должностных лиц.
Среди выявленных нарушений, вызывающих сомнения в объективности расследования и оснований возбуждения уголовного дела, были такие факты, как передача собранных сотрудниками правоохранительных органов материалов третьим лицам: документы из дела оказались в США в распоряжении нью-йоркских адвокатов Вексельберга и Блаватника.
Как пишет «Новая газета», предмет уголовного дела (якобы имевший место быть вывод денег) отсутствует уже хотя бы по той причине, что речь идет об обычной бизнес-сделке, в рамках которой для ТГК-2 была приобретена ТЭЦ в Македонии, причем станция была поставлена на баланс в июне 2016 года, то есть за несколько месяцев до предъявления Лебедеву претензий со стороны следствия. Сомнения журналистов «Новой газеты» вызвал тот факт, что заявитель обратился в УМВД России по Тверской области 6 сентября 2016 года, а менее чем через сутки – 7 сентября - подполковник Алексей Пушкарёв вынес 23-страничное постановление о возбуждении уголовного дела, в котором Лебедев был указан в качестве подозреваемого. Кроме того, сотрудники правоохранительных органов Тверской области запрашивали в других странах информацию и документы, никак не связанные с ТГК-2, которые также появившиеся впоследствии в США у адвокатов Вексельберга и Блаватника, оспаривающих иск Лебедева по делу о взыскании двух миллиардов долларов США с Блаватника и Вексельберга.
СМИ неоднократно утверждали, что уголовное дело против Лебедева было заказано Вексельбергом и Блаватником с целью принудить Лебедева отказаться от иска на два миллиарда долларов к инициаторам возбуждения уголовного дела.   

## Состояние
По данным ежегодного рейтинга Forbes, в 2021 году Лебедев занимал 162-е место в списке богатейших бизнесменов России, издание оценивало состояние Лебедева в 750 млн долл.

### Оценка
| Дата публикации | Публикация                           | Издатель      | Состояние, млрд долларов США | Место в рейтинге |
| --------------- | ------------------------------------ | ------------- | ---------------------------- | ---------------- |
| 2005            | Рейтинг российских миллиардеров 2005 | Журнал Финанс | 0.115                        | 178              |
| 2006            | Рейтинг российских миллиардеров 2006 | Журнал Финанс | 0.300                        | 152              |
| 2007            | Рейтинг российских миллиардеров 2007 | Журнал Финанс | 0.400                        | 147              |
| 2008            | Рейтинг российских миллиардеров 2008 | Журнал Финанс | 0.500                        | 185              |
| 2009-02-16      | Рейтинг российских миллиардеров 2009 | Журнал Финанс | 0.070                        | 330              |
| 2010-02-15      | Рейтинг российских миллиардеров 2010 | Журнал Финанс | 1,400                        | 58               |
| 2011-02-14      | Рейтинг российских миллиардеров 2011 | Журнал Финанс | 2,200                        | 53               |

## Награды
- Орден Почёта[2]
- Юбилейная медаль «300 лет Российскому флоту»
- Орден Преподобного Сергея Радонежского (РПЦ)[29]
- Орден святителя Иннокентия, митрополита Московского и Коломенского (РПЦ)[49].